# エーペックスレジェンズの登場キャラクター
エーペックスレジェンズの登場キャラクター（エーペックスレジェンズのとうじょうキャラクター）は、FPS・バトルロイヤルゲーム『エーペックスレジェンズ』『エーペックスレジェンズモバイル（以下モバイル版）』に登場する、架空の人物の一覧である。
担当声優は特に注釈のない限り、原語版 / 日本語吹替版の順に表記している。

## レジェンドについて
『タイタンフォール』シリーズの系譜を継ぐ『エーペックスレジェンズ』には多くのキャラクターが登場するが、その内実際にゲームをプレイする上で操作できる、いわゆるプレイアブルキャラクターのことを同作においては独自に「レジェンド（Legend/Legends）」と呼んでいる。レジェンドにはリキャストが存在し一定時間ごとに使用可能となる各自固有の「戦術アビリティ」と、より長いリキャストを要する同じく各自固有の「アルティメットアビリティ」、そしてプレイ中いつでも発動する（できる）「パッシブアビリティ」及び自身のアーマー進化時に2つの選択肢から選んで2回まで取得でき常に効果を発揮する「レジェンドアップグレード」を持っている。
また、一部のレジェンドには、パッシブスキルと別途で設けられている「パーク」という能力が存在する。2024年9月現在では、ジブラルタル・コースティック・ニューキャッスルの3人に自身へのダメージが15％軽減される「鉄壁」が付与されている。かつてライフライン、レイス、ワットソン、パスファインダー、レヴナントには被弾するとダメージが5％上昇する「小柄」があったが、シーズン9開始時に廃止されている。

## クラス
シーズン15までは各レジェンドには「オフェンス」「ディフェンス」「リコン」「サポート」の4つのクラスがあったが、リコンだけにマップ上にランダムに点在する「調査ビーコン」を使用でき、次の戦闘可能な範囲がわかる能力があった。その他のクラスにはないためプレイに影響を与えることはなかった。以下に各クラスに分類されるレジェンドを示す。モバイル版限定レジェンドは太字で示した。
| クラス       | 当該レジェンド                                                                                                |
| ------------ | --- |
| オフェンス   | レイス、バンガロール、ミラージュ、オクタン、レヴナント、ホライゾン、ヒューズ、アッシュ、マッドマギー フェード |
| ディフェンス | ジブラルタル、コースティック、ワットソン、ランパート、ニューキャッスル、カタリスト                            |
| リコン       | ブラッドハウンド、パスファインダー、クリプト、ヴァルキリー、シア、ヴァンテージ                                |
| サポート     | ライフライン、ローバ、ラプソディ                                                                              |

シーズン16からレジェンドクラスが5つに再構成。それぞれにクラスパーク（能力）が付与され、レジェンドがクラスごとに大別される形になった。
| クラス                        | 当該レジェンド |
| クラス                        | 能力 |
| ----------------------------- | --- |
| アサルト (Assault)            | バンガロール、ヒューズ、アッシュ、マッドマギー、バリスティック |
| アサルト (Assault)            | 赤いサプライボックスの秘密のコンパートメントにアクセス可能でき、弾の所持数が多く携行できる「コンバット・リザーブ」に加えて、シーズン24からインベントリにグレネード専用スロットが追加された。 また、装填した武器は2秒後に自動的にリロードされる「ストウリロード」、敵のシールドを破壊すると一時的に移動速度が上昇し、リロードが速くなり敵を強調表示する「バトルサージ」が追加された。 |
| スカーミッシャー (Skirmisher) | パスファインダー、レイス、オクタン、レヴナント、ホライゾン、オルター |
| スカーミッシャー (Skirmisher) | 接近中のケアパッケージを見つけて、中に入っている最も価値の高いアイテムを確認できる。 シーズン24スプリット2から味方のスカーミッシャーに向かって走る時、移動速度が上昇する「トレイルブレイザー」、敵をノックダウンさせると戦術アビリティが追加チャージされ、HPが50回復する「チャージドノック」が追加された。                                                                           |
| リコン (Recon)                | ブラッドハウンド、クリプト、ヴァルキリー、シア、ヴァンテージ、スパロー |
| リコン (Recon)                | 改良型調査ビーコンを使うことでマップとミニマップ上で敵の位置を表示する。 シーズン22から調査ビーコンのスキャン範囲が短縮。敵にメッセージが表示されなくなった。 その他、エイム時に視野内の敵がハイライトされる「スレットビジョン」が追加された。 |
| コントローラー (Controller)   | コースティック、ワットソン、ランパート、カタリスト |
| コントローラー (Controller)   | リングコンソールを使用すると、次のリングの場所を確認できる。 シーズン22からゾーン内でプレイする際のシールド容量が増加する「ゾーンオーバーチャージ」と、 戦術アビリティのオブジェクトを遠隔で拾えて、回収すると使える数が回復する「遠隔回収」が追加された。 |
| サポート (Support)            | ジブラルタル、ライフライン、ミラージュ、ローバ、ニューキャッスル、コンジット |
| サポート (Support)            | ライフラインのみ可能だった青いサプライボックスの秘密のコンパートメントにアクセスができる。 シーズン23から復活速度が25%増加し、復活が成功すると味方に体力自動回復が付与される「復活の達人」が追加された。 |

## レジェンド一覧
上述の通り、シーズン16ではレジェンドのクラスが再構成されたほかに、プロフィールも一部変更された。個別の記載については特筆のある場合を除き、シーズン15まで→シーズン16からのもの。

### 初期レジェンド
ブラッドハウンド（Bloodhound）/ ブロス・フゥンダル（Blódhundr）
声 - アレグラ・クラーク / 木下紗華
ガスマスクを装着した狩人であるレジェンド。ノンバイナリー。本名、年齢は不明とされていたが、シーズン16から叔父が死に際に与えた称号「ブロス・フゥンダル」を本名として名乗り、年齢が40歳と明らかになった 。クラスはリコン→リコン。
一定時間内に敵が残した足跡や血痕、ドアの開閉などの痕跡を知ることができるパッシブアビリティ「トラッカー」、短時間で敵やトラップを探知する戦術アビリティ「全能の目」、25秒間視界が白黒になり敵を常に赤く強調表示させ、視野角と移動速度が向上し戦術アビリティのクールダウンを減少させるアルティメットアビリティ「ハンティングビースト」を使用できる。

ジブラルタル（Gibraltar）/ マコア・ジブラルタル（Makoa Gibraltar）
声 - ブランスコム・リッチモンド / 間宮康弘
大柄な男性レジェンド。30歳→32歳。クラスはディフェンス → サポート。ゲイで、男性の恋人がいる。
照準を合わせる際に自動的にシールドが展開され50ダメージまで敵の攻撃を防ぐパッシブアビリティ「ガンシールド」、ドームを展開し、ドームの内外の攻撃を無効化する戦術アビリティ「プロテクトドーム」、マーキングした地点に迫撃砲を要請し、敵に視界不良・移動速度鈍化・ダメージを与えるアルティメットアビリティ「防衛爆撃」を使用できる。

ライフライン（Lifeline）/ アジェイ・チェ（アジェイ・シェ、Ajay Che）
声 - メラ・リー / 羽飼まり
小柄な女性レジェンド。24歳→26歳。クラスはサポート → サポート。
ダウンした味方をD.O.C.で蘇生し、自身は自由に行動できる「戦う衛生兵」に加えて、シーズン23から空中でジャンプ中にD.O.C.を出して短時間滑空できるパッシブアビリティ「コンバットグライド」、D.O.C.を出して付近の味方を回復し、シーズン23からはD.O.C.を展開すると味方を指定して追従するよう指示を出すことができるようになった戦術アビリティ「D.O.C.ヒールドローン」、D.O.Cを投げてヘイローシールドシステムを起動させる。その効果範囲内の全プレイヤーは、回復アイテムや消耗品を使う速度が向上するアルティメットアビリティ「D.O.C.ヘイローシールド」を使用できる。シーズン22までは防御用装備や回復アイテムが入ったドロップポッドを要請するアルティメットアビリティ「ケアパッケージ」を使用できた。

パスファインダー（Pathfinder）/ マーヴィン（MRVN）
声 - クリス・エドガーリー / 川田紳司
ロボット型のレジェンド。クラスはリコン → スカーミッシャー。自身の創造主を見つけに『Apexゲーム』に参加したが、2021年6月22日に公開された『The Truth - Pathfinder Origin』にて、創造者がブランシウムの研究者であると判明し、現在はスペアパーツで作成されたもう一つの自分を探している。
マップに点在しているケアパッケージをスキャンすることで即座にアルティメットをフルチャージさせ、アルティメットのリチャージ時間を15秒減少させるパッシブアビリティ「内部情報」、岩や建物の壁などにワイヤーを打ち込み素早く移動できる戦術アビリティ「グラップリングフック」、プレイヤーが長距離移動できるジップラインロープを射出し、設置するアルティメットアビリティ「ジップラインガン」を使用できる。

レイス（Wraith）/ レネイ・ホープ・ブラジー（Renee Hope Blasey）
声 - シャンテル・ヴァンサンテン / 小島幸子
忍者のような装いをした小柄な女性レジェンド。32歳→34歳。クラスはオフェンス → スカーミッシャー。かつてはシニアサイエンスパイロットだったが自身の実験の被験者となり、能力の代償に過去の記憶を失った。時空を操ってIMCから逃げ延び、過去の記憶を探している。
敵に照準を合わせられたり、敵の罠が付近にある際に味方に危険を知らせるパッシブアビリティ「虚空からの声」、4秒間全てのダメージを無効化し、移動速度が上昇する戦術アビリティ「虚空へ」、別の場所に高速移動できるポータルを設置するアルティメットアビリティ「ディメンションリフト」を使用できる。前傾姿勢で両腕を後ろに伸ばしたまま走るダッシュモーションだったが、アドバンテージが生じていたため変更された。過去には、虚空が0.4秒で発動できた時代もあったが、現在では1.25秒へと調整されている。

バンガロール（Bangalore）/ アニータ・ウィリアムズ（Anita Williams）
声 - エリカ・ラットレル / 三木美
アフリカ系の女性軍人。38歳→40歳。クラスはオフェンス→アサルト。惑星グリッドアイアン出身。元IMCの曹長で、戦闘中に自身を救って行方不明になった兄のジャクソン・ウィリアムズ中尉(後のレジェンド『ニューキャッスル』)を探している。
スプリント中に被弾、または自身の近くに弾が通った際に一時的に移動速度が上昇するパッシブアビリティ「駆け足」、敵の視界を遮るスモーク弾を発射する戦術アビリティ「スモークランチャー」、フレア弾を投げ、投げた前方広範囲に広がるミサイル爆撃を要請し、敵に視界不良・移動速度鈍化・ダメージを与えるアルティメットアビリティ「ローリングサンダー」を使用できる。

### 追加レジェンド
コースティックとミラージュは、シーズン0から既に登場しており、所定アイテムを消費して解放できる。オクタン以降は記述順に各シーズン1人ずつ、同様の方法で解放できるキャラクターとして登場した。
コースティック（Caustic）/ アレクサンダー・マクスウェル・ノックス（Alexander Maxwell Nox）
声 - JB・ブラン / 滝知史
ガスマスクを装着して、長い顎鬚を生やした男性レジェンド。48歳→50歳。クラスはディフェンス→コントローラー。
毒ガス内にいる敵が黄緑色に表示されるパッシブアビリティ「Noxビジョン」、敵の接近や攻撃で毒ガスが噴射するトラップを設置する戦術アビリティ「ガストラップ」、毒ガスが噴射するグレネードを投げ、敵にダメージを与えるアルティメットアビリティ「Noxガスグレネード」を使用できる。

ミラージュ（Mirage）/ エリオット・ウィット（Elliott Witt）
声 - ロジャー・クレイグ・スミス / 高橋英則
飄々とした雰囲気の男性レジェンド。30歳→32歳。クラスはオフェンス→スカーミッシャー→サポート。
自身のダウン時や、味方を蘇生する際に透明化するパッシブアビリティ「神出鬼没」、自身と同じ姿をしたホログラフの「デコイ」を生成する戦術アビリティ「サイクアウト」、プレイヤーを中心に、自身と同じ動きをするデコイを5体円状に展開するアルティメットアビリティ「パーティーライフ」を使用できる。シーズン5にアルティメットアビリティの「ファントム」が「パーティーライフ」に変更された。ファントムではプレイヤーを中心にデコイの集団を出現させ、自身が透明化した。パーティーライフは、イベントのダミーの見せ場で「エマージェンシー ダンスパーティー」として最初に登場した。飛行中（ヴァルキリーのアルティメット「スカイハイダイブ」も含む）飛行中2つまで生成でき敵を混乱させる。

オクタン（Octane）/ オクタビオ・シルバ（Octavio Silva）
声 - ニコラス・ロア / 菊地達弘
シーズン1で登場した、両脚に義足を装着した男性レジェンド。24歳→26歳。クラスはオフェンス→スカーミッシャー。時折スペイン語を話す。
ダメージを受けていない間、自動的に1秒に1ポイント（かつては1.5ポイントだった)。回復するパッシブアビリティ「高速修復」、体力を消費し、高速移動できる戦術アビリティ「興奮剤」、大きくジャンプできるジャンプパッドを設置するアルティメットアビリティ「ジャンプパッド」を使用できる。ジャンプ距離は何度もアップデートが加えられ変更されており、現在はジャンプボタンを押すことでダブルジャンプもできるようになっている。

ワットソン（Wattson）/ ナタリー・パケット（Natalie Paquette）
声 - ジャスティン・ハクスリー / 近藤唯
シーズン2で登場した女性レジェンド。22歳→24歳。クラスはディフェンス→コントローラー。時折フランス語を話す。
アルティメット促進剤を1スタックに2つ所持でき、アルティメット促進剤一つでフルチャージができる（通常は35%）パッシブアビリティ「天才のひらめき」、ノードを接続して電気フェンスを設置し、敵に触れている時間分の連続ダメージを与えたり移動が遅くなるデメリットを与えたり当たった敵の位置を短い間表示したりなどをしてくれる戦術アビリティ「周辺セキュリティ」、電気パイロンを設置し、グレネードやアビリティ、ジブラルタルやバンガロールのアルティメットスキルによる攻撃を防ぎ、付近の敵味方全員のシールドを修復するアルティメットアビリティ「インターセプターパイロン」を使用できる。シーズン8のアップデートで、2秒に1ポイントシールドが回復するパッシブが追加された。

クリプト（Crypto）/ パク・テジュン（Tae Joon Park）
声 - ジョニー・ヤング / 増元拓也
シーズン3で登場した、エンジニアである男性レジェンド。31歳→24歳。クラスはリコン→リコン。時折朝鮮語で話す。
スパイドローンから30m以内に検出した敵を視認できるように自動的にマーキングするパッシブアビリティ「ニューロリンク」、クリプト本体の半径200mまで飛行できるドローンを操作する戦術アビリティ「スパイドローン」、スパイドローンから電磁パルス波を放出し、範囲内にいる敵にシールドに直接ダメージを与え、行動を遅らせる効果を与えるほか、敵が設置した罠などを破壊できるアルティメットアビリティ「ドローンEMP」を使用できる。

レヴナント（Revenant）/ ケイレブ・クロス（Kaleb Cross）
声 - ダリン・デ・ポール / 藤原貴弘
シーズン4で登場した、人間の脳内情報を全てデータ化し、機械の体に移植させた｢シミュラクラム｣と呼ばれるロボット型のレジェンド。元々は暗殺業を営む男性だったが、死亡後に機械化された。359歳。
クラスはオフェンス→アサルト、シーズン18からスカーミッシャー、シーズン25途中からアサルトクラスに戻された。
シーズン17までしゃがんだ状態で歩行速度並みの移動ができ、他のレジェンドより高く壁をよじ登れ、足音を小さくできるパッシブアビリティ「ストーカー」、敵のアビリティを無効にするデバイスを投げる戦術アビリティ「サイレンス」、トーテムを呼び出し、体力がなくなると強制的にトーテム付近に戻るアルティメットアビリティ「デストーテム」を使用できた。
シーズン18「リザレクション」でアビリティがアップデートされ、付近に見えている体力の低い敵をハイライト表示。しゃがんだ状態での移動が速くなり、壁登りが強化されたパッシブアビリティ「アサシンの本能」、長押しでチャージして、更に遠くまで飛ぶ戦術アビリティ「シャドウパウンス」、周囲に直接ダメージを防ぎ、破壊後に再生する硬化した影を作り上げるアルティメットアビリティ「フォージシャドウ」に変更された。

ローバ（Loba）/ ローバ・アンドラーデ（Loba Andrade）
声 - フリーダ・ウルフ / 御沓優子
シーズン5で登場した、盗賊の女性レジェンド。34歳→36歳。クラスはサポート→サポート。両性愛者。幼少期にレヴナントに両親を殺害された過去を持つ。
付近にあるレベル3の紫色のアイテムとレベル4の金色のアイテムとレベル5の赤色のアイテムを壁越しに見ることができるパッシブアビリティ「アイフォークオリティ」、ジャンプドライブ・ブレスレットを投げた先にテレポートできる戦術アビリティ「盗賊の相棒」、付近のアイテムをインベントリ内にテレポートさせ、敵味方関係なく最大2つのアイテムを回収できる（弾を入手する場合、枠は消費されない）ポータブルデバイスを設置できるアルティメットアビリティ「ブラックマーケットブティック」を使用できる。

ランパート（Rampart）/ ラムヤ・パリーク（Ramya Parekh）
声 - アンジャリ・ビマーニ / 石井未紗
シーズン6で登場した、武器の製作と改造を好む女性レジェンド。21歳→23歳。クラスはディフェンス→コントローラー。インド系イギリス人で、英語版ではインド訛りの英語を話す。
ライトマシンガン、ミニガン使用時に弾薬の容量を増やし高速リロードが可能になるパッシブアビリティ「改造ローダー」、バリケードを設置すると、全体を覆う強化バリケードが出現し、敵の銃弾をブロックし、バリケード内からの攻撃を強化する戦術アビリティ「増幅バリケード」、全員が使用できるミニガンを設置するアルティメットアビリティ「ミニガン『シーラ』」を使用できる。なお、登場初期は、「増幅バリケード」を破壊するとエラーになるというバグがあり、猛威を振るった。シーズン10にて最初の1マガジンに限り持ち運びながらミニガンを使用できる（モバイルシーラ）ようになったほか、シーズン14のコレクションイベント「ビースト・オブ・プレイ」が開始された2022年9月22日よりモバイルシーラ及び設置したシーラでズームしたときの感度をそれぞれ2倍・3倍スコープを覗いたときと同感度になるよう修正された。

ホライゾン（Horizon）/ マリー・ソマーズ博士（Dr.Mary Somers）
声 - エル・ニューランズ / 有賀由樹子
シーズン7で登場した、科学者である女性レジェンド。クラスはオフェンス→スカーミッシャー。
新たな資源であるブランシウムを発見し、ブラックホールの降着円盤にてその理論を証明した。しかし、部下のアシュレイ・リード博士に裏切られ、ブラックホールに放置されたが、回収したブランシウムでブラックホールから脱出した。肉体年齢は37歳→39歳だが、ブラックホール影響下から帰還した影響で時間の流れが歪み、実世界では87年の年月が経過している。また、ADHDを患っている。英語版では、スコットランド訛りの英語を話す。
空中の制御を向上させ、落下の衝撃を抑制するパッシブアビリティ「スペースウォーク」、前方に縦方向の反重力を発生させ、上空に持ち上げる戦術アビリティ「グラビティリフト」、ニュートを展開させ、敵やグレネードを吸引できる極小ブラックホールを生成し、重力の爆発で攻撃するアルティメットアビリティ「ブラックホール」を使用できる。

ヒューズ（Fuse）/ ウォルター・フィッツロイ・ジュニア（Walter Fitzroy Jr）
声 - ベン・プレンダーガスト / 後藤光祐
シーズン8で登場した爆発を何よりも愛す男性レジェンド。54歳→55歳。クラスはオフェンス→アサルト。全性愛者。
インベントリにおいてグレネードを1スタックに2つ所有でき、遠くへ素早く正確に発射できるパッシブアビリティ「グレネーダー」、着弾時に空中炸裂するグレネードを発射する戦術アビリティ「ナックルクラスター」、敵の周辺を炎の壁で包み込む爆撃を行うアルティメットアビリティ「マザーロード」を使用できる。

ヴァルキリー（Valkyrie）/ 今原 カイリ（カイリ・イマハラ、Kairi Imahara）
声 - エリカ・イシイ / 土井真理
シーズン9で登場した、『タイタンフォール2』のキャンペーンモードに登場したバイパーの娘で、日本人と白人のハーフである女性レジェンド。使用しているジェットパックはかつて父が使用していた、ノーススター級タイタンの残骸をランパートに依頼して、改造されたもの。30歳→31歳。レズビアン。クラスはリコン→スカーミッシャー、シーズン22スプリット2の「スペースハントイベント」開始時からリコンに変更される。
背中に装着されたジェットパックで空中移動できるパッシブアビリティ「VTOLジェット」、複数の小型ロケットを一斉発射して敵にダメージを与え、敵を一時的にスタンさせる戦術アビリティ「ミサイルスワーム」、空中へ高く上昇し、スカイダイブを行うアルティメットアビリティ「スカイハイダイブ」を使用できる。スカイダイブ中のみ自身の周りにいる敵が黄緑色に表示される。

シア（Seer）/ オビ・エドラシム（Obi Edolasim）
声 - アイク・アマディ / 櫻井トオル
シーズン10で登場したイボ人の男性レジェンド。26歳→27歳。クラスはリコン→リコン。
エイム時に75m以内の敵の心拍を捉え視覚化する（壁などの障害物があっても視覚化される）パッシブアビリティ「ハートシーカー」、指定した方向にマイクロドローンを呼び出し、爆風を放出することにより8秒間敵を強調表示させ、1秒間のサイレンス、行動の強制中断を発動できる戦術アビリティ「フォーカス・オブ・アテンション」（かつては敵にわずかなダメージを与える効果もあったが、現在は削除されている）、マイクロドローンの球体を作り出し、範囲内でスプリント移動したり、射撃している敵の位置を明らかにするアルティメットアビリティ「ショーケース」を使用できる。

アッシュ（Ash）/ アシュレイ・リード博士（Dr.Ashleigh Reid）
声 - アンナ・キャンベル / 行成とあ
シーズン11で登場した、レヴナントと同じシミュラクラムのロボット型のレジェンド。クラスはオフェンス→アサルト、シーズン25途中からスカーミッシャークラスに変更された。
かつては人間の女性科学者だったが、ブランシウムを同僚たちから強奪する際にアメリ・パケット博士に刺されて致命傷を負い、機械の体に心を移し替えられたが、通常の手順を逸脱し、生きたままの状態での移植作業を行ったためか、生前の数十年分の記憶と人格の一部が欠落している。
『タイタンフォール2』に登場した後、本作の舞台であるアウトランズを統治するシンジケートが同じく作中に登場するステージ「オリンパス」へのアクセスコードを求めていたため、ブリスクによってコードを知っているアッシュの頭部を隠されたが、シーズン5のストーリークエスト『壊されし亡霊』で回収された。その後、コードの抽出が完了して用済みになり、ハモンドの建物の裏に廃棄されたが、パスファインダーが拾得し、一時同棲していた。そこからアリーナの管理人を経て、現在に至る。
デスボックスの位置がミニマップとマップ上に表示され、さらにシーズン24から空中でジャンプキーを押すとダッシュが可能になったパッシブアビリティ「捕食者の追跡」、手裏剣に似たスネアを前方に投げ、最初に触れた敵にダメージを与え、しばらくの間拘束することができる戦術アビリティ「アークスネア」、一方向に高速移動できるポータルを設置するアルティメットアビリティ「フェーズティア」を使用できる。シーズン23までデスボックスの前で「敵をマーク」すると、デスボックスの持ち主を倒した敵プレイヤーを一時的にマークできるパッシブアビリティ「死の烙印」を使用できた。

マッドマギー（Mad Maggie）/ マーガレット・コヒーレ（Margaret Kōhere）
声 - ニコラ・カワナ / 橘U子
シーズン8で登場した、ヒューズの旧友である女性。55歳→56歳。クラスはオフェンス→アサルト。時折マオリ語を話す。
ヒューズが「Apexゲーム」に参加することに納得できず、キングスキャニオンの北部の岩山を爆破させ、イベント『ウォーゲーム』を開催し、アナウンスを担当していた。
シーズン12では追加レジェンドとして登場した。ダメージを与えた敵の姿を一時的に可視化し、ショットガンを所持していると移動速度が上昇するパッシブアビリティ「ウォーロードの怒り」、障害物を越えて炎を放出し、敵にダメージを与える戦術アビリティ「ライオットドリル」、弾みながら移動速度が上昇する「スピードブーストパッド」を設置し、敵の付近で爆発する巨大な爆弾を投げるアルティメットアビリティ「レッカーボール」を使用できる。

ニューキャッスル（New Castle）/ ジャクソン・ウィリアムズ（Jackson Williams）
声 - ゲイブ・クンダ / 宮本崇弘
シーズン13から追加された男性レジェンド。40歳→41歳。タイプはディフェンス→サポート。バンガロールの兄で、ラモント・クレイグ（Lamont Craig）という偽名を使用している。
リバイブシールドで守りつつ、倒れた味方を引きずりながら蘇生するパッシブアビリティ「傷兵警護」、操作可能なドローンを投げ、移動するエネルギーシールドを生成する戦術アビリティ「モバイルシールド」、味方か標的のエリアにジャンプして突撃し、要塞化した砦を築き上げるアルティメットアビリティ「キャッスルウォール」を使用できる。最大飛行距離は35ｍだが、味方に対して用いた際は倍加する。また、味方のデスボックスに対してはさらに長距離を飛行できる。

ヴァンテージ（Vantage）/ シオマラ "マラ" コントレラス（Xiomara“Mara”Contreras）
声 - ナタリー・カニザレス / 東内マリ子
シーズン14から追加された女性レジェンド。18歳→19歳。クラスはリコン→リコン。
自身の母親が冤罪で投獄されており、ゲームへの参加理由は母親の無罪を証明するため。
武器なしの状態か2倍以上のスコープでエイムすると周囲を偵察でき、着弾インジケーターを使用して着弾予測地点を確認できるパッシブアビリティ「スポッターレンズ」、コウモリのエコーを配置し、エコーに向かって移動できる戦術アビリティ「エコー配置」、カスタムのスナイパーライフルで敵の標的をマークし、マークした敵に対して自分とチームのダメージボーナスが適用されるアルティメットアビリティ「スナイパーズマーク」を使用できる。

カタリスト（Catalyst）/ トレッサ・クリスタル・スミス（Tressa Crystal Smith）
声 - メリ・グラント / きそひろこ
シーズン15から追加されたレジェンド。29歳→30歳。クラスはディフェンス→コントローラー。トランス女性。
ドアを補強して敵がドアを開けることができない状態にし（自身と味方は開けることができる）、破壊されたドアを補強できるパッシブアビリティ「レインフォース」、敵が近づくとスパイクに変化する磁性流体を投げる戦術アビリティ「スパイクトリップ」、磁性流体の透過可能な壁を作り、壁を通った敵は移動速度が低下し一時的に視界が悪くなるアルティメットアビリティ「フェロバリケード」を使用できる。

バリスティック（Ballistic）/ オーガスト・モンゴメリー・ブリンクマン（August Montgomery Brinkman）
声 - ロビン・アトキン・ダウンズ / 高瀬右光
シーズン17から追加された男性レジェンド。63歳。クラスはアサルト。
Apexゲームの前身にあたる「サンダードームゲーム」のスター。ホライゾンと同様に、スコットランド訛りの英語を話す。
3番目の武器をスリングに保管できるパッシブアビリティ「スリング」（ただし、スリング武器に入手したアタッチメントを装着することはできない）、敵が射撃すると銃をオーバーヒートさせる弾を発射し、オーバーヒートするとダメージを与える戦術アビリティ「ウィスラー」、近くの仲間のリロード速度や武器装備中の移動速度が上り、弾薬数が無限になり、スリング武器はゴールドにアップグレードするアルティメットアビリティ「テンペスト」を使用できる。
シーズン17からリニューアルされた射撃訓練場のアナウンスも担当していた。
コンジット（Conduit）/ ロウェナ・ヴァレンティーナ・コーフィー・ディビーナ（Rowenna Valentina Coffey Divina）
声 - フランキー・ケビッチ / 城内由茄子
シーズン19から登場した女性レジェンド。年齢は27歳、クラスはサポート。Apexゲームの大ファン。アビリティに使用する原子力バッテリーの影響で命の危機にさらされている。フィリピンにルーツを持っており、時折フィリピン語を話す。
戦術アビリティの範囲外にいる仲間に向かって走ると、スピードがブーストされるパッシブアビリティ「セイバースピード」、仲間にエネルギーを一気に放出し、危機に陥った仲間とコンジットに一時的なシールドを生成する戦術アビリティ「レイディアントトランスファー」、敵にダメージを与えて動きを鈍らせるジャミングデバイスの一団を展開するアルティメットアビリティ「エネルギーバリケード」を使用できる。
オルター（Alter）/ インリン・ルイ（雷 盈灵、YingLing Lui）
声 - クリスタル・ユー / 佐竹海莉
シーズン21から登場する女性レジェンド。年齢は不明、クラスはスカーミッシャー。時折広東語を話す。
遠隔でデスボックスからアイテムを1つ取得（アーマーコアは不可）できるパッシブアビリティ「リフトの贈り物」、物体を通り抜けられるポータルを作成する戦術アビリティ「ヴォイドパッセージ」、仲間も遠隔操作できる合流ポイントを作成し、発動させるとフェーズトンネルが開き、合流ポイントに戻ることができるアルティメットアビリティ「ヴォイドネクサス」を使用できる。
スパロー（Sparrow）/ エネア・ダビデ・グアリーノ（Enea Davide Guarino）
声 - ロリス・スカルパ / 野津山幸宏
シーズン25から登場する20歳の男性レジェンド。クラスはリコン。時折イタリア語を話す。
キャラクターが空中で再びジャンプできるようになる。登りながらジャンプすると、スパローが壁から上へ飛び上がるパッシブアビリティ「ダブルジャンプ」の他、ボセック用の追加の矢と爆発矢を持ち運ぶことが可能。ガントレットからトラッカーを発射し、範囲内を歩く敵を明らかにする。 これらのダーツは、遠距離から調査ビーコンを起動することも可能な戦術アビリティ「トラッカーダーツ」、着弾した場所に固定する大きなアローを放つ。チャージが完了すると範囲内の敵にショックを放ってダメージを与え、動きを鈍らせるアルティメットアビリティ「スティンガーボルト」を使用できる。

### モバイル版のレジェンド
モバイル版において使用できたレジェンドはブラッドハウンド・ジブラルタル・ライフライン・パスファインダー・レイス・バンガロール・コースティック・ミラージュ・オクタンとアップデートで追加されたローバ・クリプト・アッシュ・レヴナント・ホライゾン、モバイル版限定レジェンドのフェード・ラプソディの16人である。
モバイル版ではオリジナル要素として「レジェンドパークシステム」があり、アビリティの他に能力が自由に追加できた。当初はバトルロイヤル（カジュアルマッチ）のみだったが、シーズン3「チャンピオン」からランクマッチでも使用できるような仕様であった。
フェード（Fade）/ イグナシオ・フアマニ（Ignacio Huamaní）
声 - ジョシュ・キートン / 田所陽向
シーズン1「プライムタイム」で追加された男性レジェンド。26歳。クラスはオフェンス。家族の仇を討つためにフェーズ技術を搭載したスーツを使いこなせるよう特訓し、Apexゲームに参加した。
スライディング終了時に一時的に移動速度が上昇するパッシブアビリティ「スリップストリーム」（10秒のクールダウンが生じる）、虚空に入り、60m前の場所へ戻ることができる戦術アビリティ「フラッシュバック」、リングを投げ、範囲内にいるすべてのレジェンドを虚空に送り込み、ダメージを与えたり受けたりできなくするアルティメットアビリティ「フェーズチャンバー」を使用できる。

ラプソディ（Rhapsody）/ リン・ミ・ヴォ（Linh My Vo）
声 -  ザンシ・フイン / 櫻庭有紗
シーズン2「ディストーション」で追加された女性レジェンド。23歳。クラスはサポート。
広い範囲で音を視覚的に捉えることができるパッシブアビリティ「ギフテッドイヤー」、自身と近くにいる味方の移動速度を増加させ、シールドを回復する曲を奏でる戦術アビリティ「ハイパーアンセム」、フレンドロボットの「ラウディー」から点滅する光の壁を投影し、敵の視界と察知をブロックするアルティメットアビリティ「ラウディーのレイヴ」を使用できる。

## その他のキャラクター

### Apexゲーム
クーベン・ブリスク（Kuben Blisk）
声 - JB・ブラン / 不明
『Apexゲーム』のコミッショナーで、『タイタンフォール』と『タイタンフォール2』のキャンペーンモードにも登場した白髭を生やした男性。
AIアナウンサー
声 - ゼーラ・ファザル / 弘松芹香
バトルロイヤルモードにおいて、リングの縮小などを告げるアナウンサー。
マーヴィン（MRVN）
『タイタンフォール』と『タイタンフォール2』にも登場した「移動ロボット型汎用作業機」。マップ各地に点在し、アクセスするとアタッチメントを手に入れることができる。

### ブランシウムの研究基地
アメリ・パケット博士（Dr.Amélie Paquette）
声 -  / 城内由茄子
ワットソン（ナタリー・パケット）の祖母。パスファインダーの創造主の一人で、彼の映像記録に登場した。ブランシウムを強奪しようとするアシュレイ・リード博士に致命傷を与えた。
ニュートン・ソマーズ（Newton Somers）
ホライゾン（マリー・ソマーズ）の息子。母の意志を継ぎ、アウトランズをエネルギー危機から救った。ホライゾンは、ニュートと呼んでいる。

### その他の関係者
フォージ（Forge）/ ジェームズ・マコーミック（James McCormick）
声 - ダリン・デ・ポール
2020年1月24日に予告されたシーズン4で参戦するとされていた筋骨隆々な男性レジェンド。
シーズン4開始前のインタビューの最中に、レヴナントに暗殺され、同年1月31日にはシーズン4で参戦するレジェンドもレヴナントに変更された。